# Джеймс Фолі
Джеймс Фолі (англ. James Foley; 28 грудня 1953, Нью-Йорк, Нью-Йорк, США — 6 травня 2025, Лос-Анджелес, Каліфорнія) — американський кінорежисер. Його фільм 1986 року «Зблизька» був представлений на 36-му Берлінському міжнародному кінофестивалі. Крім того, режисер — «Гленгаррі: Глен Росс» за однойменною п'єсою Девіда Мамета та «Камера» за однойменним романом Джона Грішема, зняв два продовження фільму «П'ятдесят відтінків сірого»: «П'ятдесят відтінків темряви» (2017) та «П'ятдесят відтінків свободи» (2018).

## Ранні роки й освіта
Народився в у районі Бей-Рідж, Бруклін, Нью-Йорк, 28 грудня 1953 року, але ріс на Стейтен-Айленді, штат Нью-Йорк, в сім'ї юриста.1974 року здобув ступінь з психології в Університеті у Буффало. Планував стати лікарем, але вирішив натомість займатися кіновиробництвом і 1979 року здобув ступінь магістра образотворчих мистецтв з кінознавства та кіновиробництва в Університеті Південної Каліфорнії. Під час свого останнього року навчання режисер Гел Ешбі помітив його студентський фільм на вечірці у кіношколі, і запропонував Фолі написати щось для щойно створеної продюсерської компанії Ешбі. Компанія збанкрутувала ще до того, як Фолі закінчив сценарій, але схвалення було достатньо, щоб розпочати кар'єру з першої режисерської роботи над низькобюджетною підлітковою драмою 1984 року «Безрозсудність». За власною оцінкою, Фолі сказав: «Оскільки мене найняв Гел Ешбі, я став життєздатним у цих дивних голлівудських розрахунках лише тому, що хтось інший, кого поважали, вважав мене життєздатним».

## Кар'єра
1984 року дебютував як режисер з фільмом «Безрозсудність» за участю Ейдана Квінна та Деріл Ганни. 1990 року написав сценарій і зрежисував фільм «Після настання темряви, моя люба», екранізацію однойменного роману Джима Томпсона. Кінокритик Роджер Еберт включив фільм до свого списку «Найкращі фільми», сказавши: «„Після настання темряви, моя люба“ — це фільм, який залишився непоміченим для глядачів; він зібрав менше 3 мільйонів доларів, був майже забутий і залишається одним із найчистіших і найбезкомпромісніших сучасних фільмів у жанрі нуар. Він насамперед відображає самотнє, виснажене життя своїх персонажів». 1992 року зняв фільм «Гленгаррі: Глен Росс». Його бойовик «Корупціонер» за участю Чоу Юнь-Фата та Марка Волберга вийшов 1999 року.
У його фільмі 2003 року «Афера» головну роль зіграв Едвард Бернс. 2007 року зняв трилер «Ідеальний незнайомець» за участю Геллі Беррі. Знімав фільми також для телебачення, зокрема 12 епізодів серіалу Netflix «Картковий будинок». Часто співпрацював з кінооператором Хуаном Руїсом Анчією, знявши з ним 5 фільмів, а також музичний кліп Мадонни на пісню «Live to Tell».

## Смерть
Помер від раку мозку у своєму будинку в Лос-Анджелесі 6 травня 2025 року у 71 рік.

## Фільмографія
Фільм
- Безрозсудність (1984)
- З близької відстані (1986)
- Хто та дівчина (1987)[18]
- Після настання темряви, моя люба (1990) (також сценарист)
- Гленгаррі Глен Росс (1992)
- Четвертак (1995)
- Камера (1996)
- Страх (1996)
- Корупціонер (1999)
- Афера (2003)
- Ідеальний незнайомець (2007)
- П'ятдесят відтінків темряви (2017)
- П'ятдесят відтінків свободи (2018)

Телебачення
| Рік       | Назва                | Нотатки                               |
| --------- | -------------------- | ------------------------------------- |
| 1991      | Твін Пікс            | Епізод «Wounds and Scars»             |
| 1997      | Пістолет             | Епізод «The Shot»                     |
| 2004      | Голлівудський відділ | Телевізійний фільм                    |
| 2013      | Ганнібал             | Епізод «Sorbet»                       |
| 2013–2015 | Картковий будиночок  | 12 епізодів                           |
| 2014      | Червона зона         | Телевізійний фільм                    |
| 2015      | Вейворд Пайнс        | Епізод «The Truth»                    |
| 2016      | Мільярди             | Епізоди «Short Squeeze» та «The Deal» |

## Музичні кліпи
Під псевдонімом Пітер Першер зняв кілька музичних кліпів для Мадонни:
- «Live to Tell» (1986)
- «Papa Don't Preach» (1986)
- «True Blue» (1986)

Був свідком на весіллі Мадонни та Шона Пенна.

## Нагороди та номінації
Берлінський кінофестиваль
| Рік      | Номінована робота   | Категорія                | Результат |
| -------- | ------------------- | ------------------------ | --------- |
| 1986 рік | З близької відстані | Премія «Золотий ведмідь» | Номінація |

Фестиваль американського кіно в Довілі
| Рік      | Номінована робота   | Категорія       | Результат |
| -------- | ------------------- | --------------- | --------- |
| 1992 рік | Гленгаррі Глен Росс | Премія критиків | Номінація |

Нагороди «Золота малина»
| Рік      | Номінована робота           | Категорія         | Результат |
| -------- | --------------------------- | ----------------- | --------- |
| 1988 рік | Хто та дівчина?             | Найгірший режисер | Номінація |
| 2018 рік | П'ятдесят відтінків темряви | Найгірший режисер | Номінація |
| 2019 рік | П'ятдесят відтінків свободи | Найгірший режисер | Номінація |

Кінофестиваль у Фініксі
| Рік      | Номінована робота              | Категорія           | Результат |
| -------- | ------------------------------ | ------------------- | --------- |
| 2003 рік | Кар'єра режисера та сценариста | Copper Wing Tribute | Перемога  |

Венеційський кінофестиваль
| Рік      | Номінована робота   | Категорія   | Результат |
| -------- | ------------------- | ----------- | --------- |
| 1992 рік | Гленгаррі Глен Росс | Золотий лев | Номінація |